# Full Sail
Full Sail es el tercer álbum de estudio del dúo estadounidense Loggins and Messina. Fue publicado en octubre de 1973 a través de Columbia Records.

## Recepción de la crítica
Un escritor no especificado de la revista Cash Box declaró: “El nuevo LP de Kenny [Loggins] y Jim [Messina] es, como indica la portada, un paso al paraíso. Liderado por su éxito actual, «My Music», el álbum es un ejercicio de brillante colaboración de dos hombres con los cuatro músicos que trabajan con ellos. «You Need a Man» de Jim es una de las mejores canciones que el grupo haya hecho jamás, con un ritmo funky y los toques distintivos de la guitarra de Jim. «Lahaina» prepara el escenario para el espectáculo, que es completo, rico y atmosférico como sólo el dúo puede representarlo. «Coming to You», «Sailin' the Wind» y «Pathway to Glory» son espléndidos y dan aviso de que la larga espera por este disco valió la pena.”. Un escritor no especificado de la revista Billboard escribió: “Oro seguro por tercera vez consecutiva para los príncipes herederos del soft rock. La producción de Messina es tan impecable como siempre y las canciones muestran la admirable versatilidad de L&M, acompañada por los instrumentos de viento y el violín de Al Garth y Jon Clarke”. En su reseña inicial del álbum, Joel Vance de Stereo Review escribió: “Este álbum ilustra la feliz catolicidad de su material, que incluye toques delicados y de buen gusto de jazz, folk y soft-rock. «Lahaina» es una melodía de reggae caribeño más exitosa que algunos de los artículos genuinos a los que hemos estado expuestos últimamente”.

## Legado
En agosto de 2014, el actor estadounidense Jeff Bridges seleccionó Full Sail como uno de los 10 álbumes que cambiaron su vida:

“Full Sail marcó mi historia de amor con mi esposa allá por los años 1970. Nos conocimos en 1974 en Montana, cuando yo estaba filmando una película llamada Rancho Deluxe. Poco después de esa película, volví a Montana, la recogí y condujimos de regreso a Los Ángeles. Hemos estado juntos desde entonces. Este disco fue una especie de banda sonora para que nos enamoráramos.”

“Ah, y aquí hay algo gracioso: terminamos comprando la casa de Kenny Loggins. Eso pone la guinda a todo el asunto.”

## Lista de canciones
Todas las canciones escritas y compuestas por Jim Messina, excepto donde esta anotado. 
| Lado uno |                                                  |                           |                |  |
| N.º      | Título                                           | Vocalista principal       | Duración       |  |
| 1.       | «Lahaina»                                        | Jim Messina               | 2:29           |  |
| 2.       | «Travelin' Blues»                                | Jim Messina               | 3:42           |  |
| 3.       | «My Music» (Messina, Kenny Loggins)              | Jim Messina               | 3:04           |  |
| 4.       | «A Love Song» (Loggins, Dona Lyn George)         | Kenny Loggins             | 3:11           |  |
| 5.       | «Medley: I. «You Need a Man» II. «Coming to You» | Kenny Loggins Jim Messina | 9:10 5:22 3:48 |  |

| Lado dos |                                                       |                               |          |  |
| N.º      | Título                                                | Vocalista principal           | Duración |  |
| 1.       | «Watching the River Run» (Messina, Loggins)           | Kenny Loggins con Jim Messina | 3:26     |  |
| 2.       | «Pathway to Glory»                                    | Jim Messina                   | 8:35     |  |
| 3.       | «Didn't I Know You When» (Loggins, Michael Omartian)  | Kenny Loggins                 | 2:35     |  |
| 4.       | «Sailin' the Wind» (Daniel Loggins, Dann Lottermoser) | Kenny Loggins                 | 6:07     |  |

## Posicionamiento

### Gráfica semanal
| Gráfica (1973–74)                         | Pico de posición |
| ----------------------------------------- | ---------------- |
| Canadá (RPM Top Albums)                   | 28               |
| Estados Unidos (Billboard Top LPs & Tape) | 10               |
| Estados Unidos (Cash Box Top 100 Albums)  | 9                |
| Estados Unidos (Record World Album Chart) | 12               |

### Gráfica de fin de año
| Gráfica (1974)                            | Pico de posición |
| ----------------------------------------- | ---------------- |
| Canadá (RPM Top Albums)                   | 48               |
| Estados Unidos (Billboard Top LPs & Tape) | 19               |
| Estados Unidos (Cash Box Top 100 Albums)  | 64               |

## Certificaciones y ventas
| País                  | Certificación | Ventas    |
| --------------------- | ------------- | --------- |
| Estados Unidos (RIAA) | Platino       | 1 000 000 |